# 采尔霍尔门

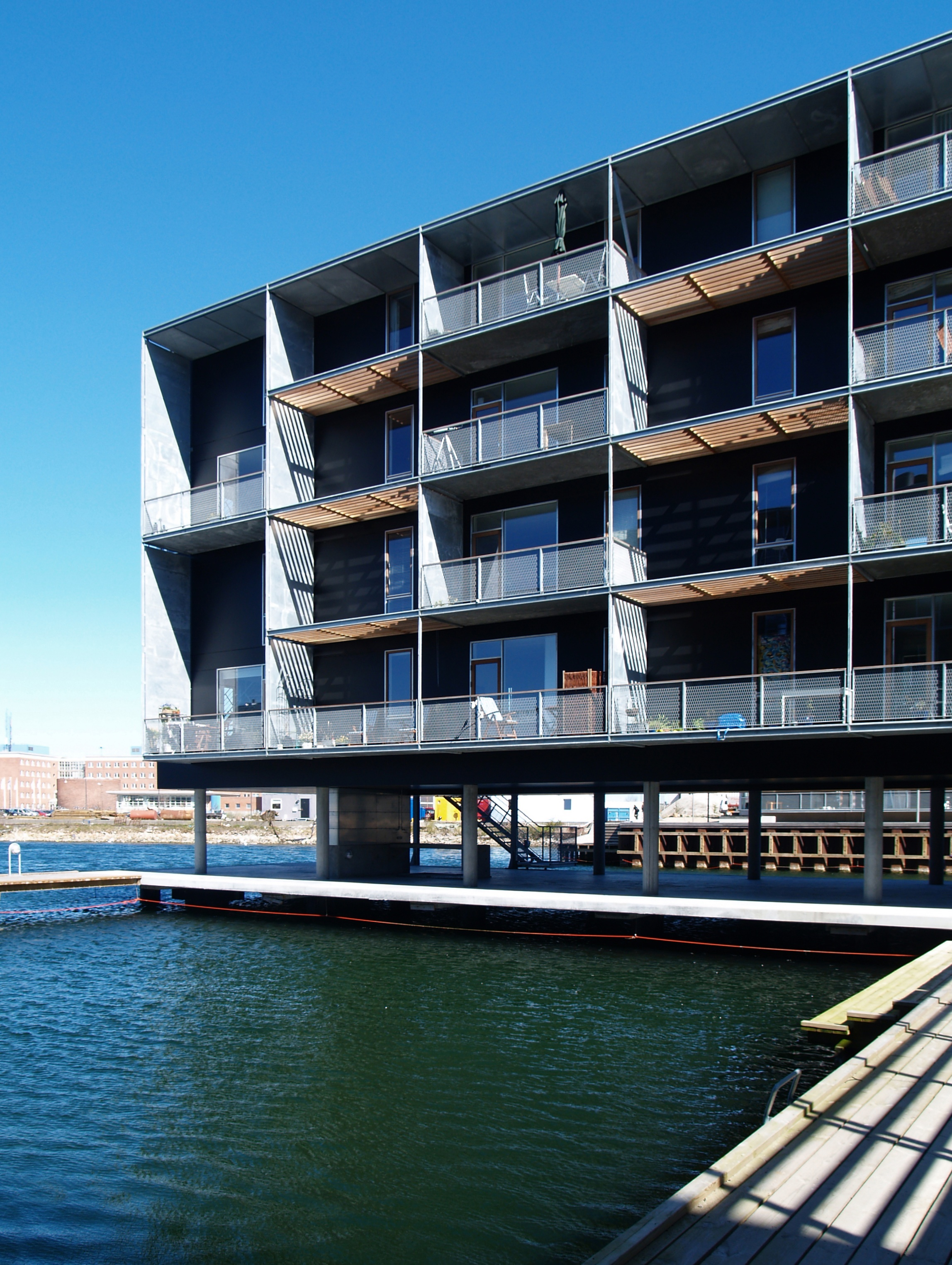
采尔霍尔门的一栋住宅楼

采尔霍尔门是位于丹麦哥本哈根南港港区内的街区与半岛。采尔霍尔门三面被狭窄的海峡环绕，仅西面和西兰岛相连，北、东、南三面分别和草场码头、阿迈厄岛、斯卢瑟霍尔门半岛隔海相望。 采尔霍尔门曾为重工业区和港口区，现已再发展为居住区和商业区。奥尔堡大学哥本哈根校区亦位于采尔霍尔门。

## 历史
“采尔霍尔门”（Teglholmen）的名称来自于一间成立于1871年的瓦厂。这间瓦厂大约在一战期间关闭，该厂存续期间所生产的瓦片中有许多销往韋斯特布羅。今天分隔采尔霍尔门半岛和斯卢瑟霍尔门半岛的瓦厂港（Teglværkshavnen）便是由该瓦厂所使用的粘土坑改建而来。 瓦厂关闭后的数十年间，采尔霍尔门一直是港口区及重工业区。
20世纪70年代起，工厂开始逐步迁出采尔霍尔门。20世纪90年代开始有一批跨国公司将区域总部设于采尔霍尔门一带，包括诺基亚、飞利浦、爱立信等。2000年代初期，采尔霍尔门开始进行大规模住宅区开发。
2011年，连接采尔霍尔门半岛和斯卢瑟霍尔门半岛的瓦厂桥通车，设计单位为Hvidt & Mølgaard。

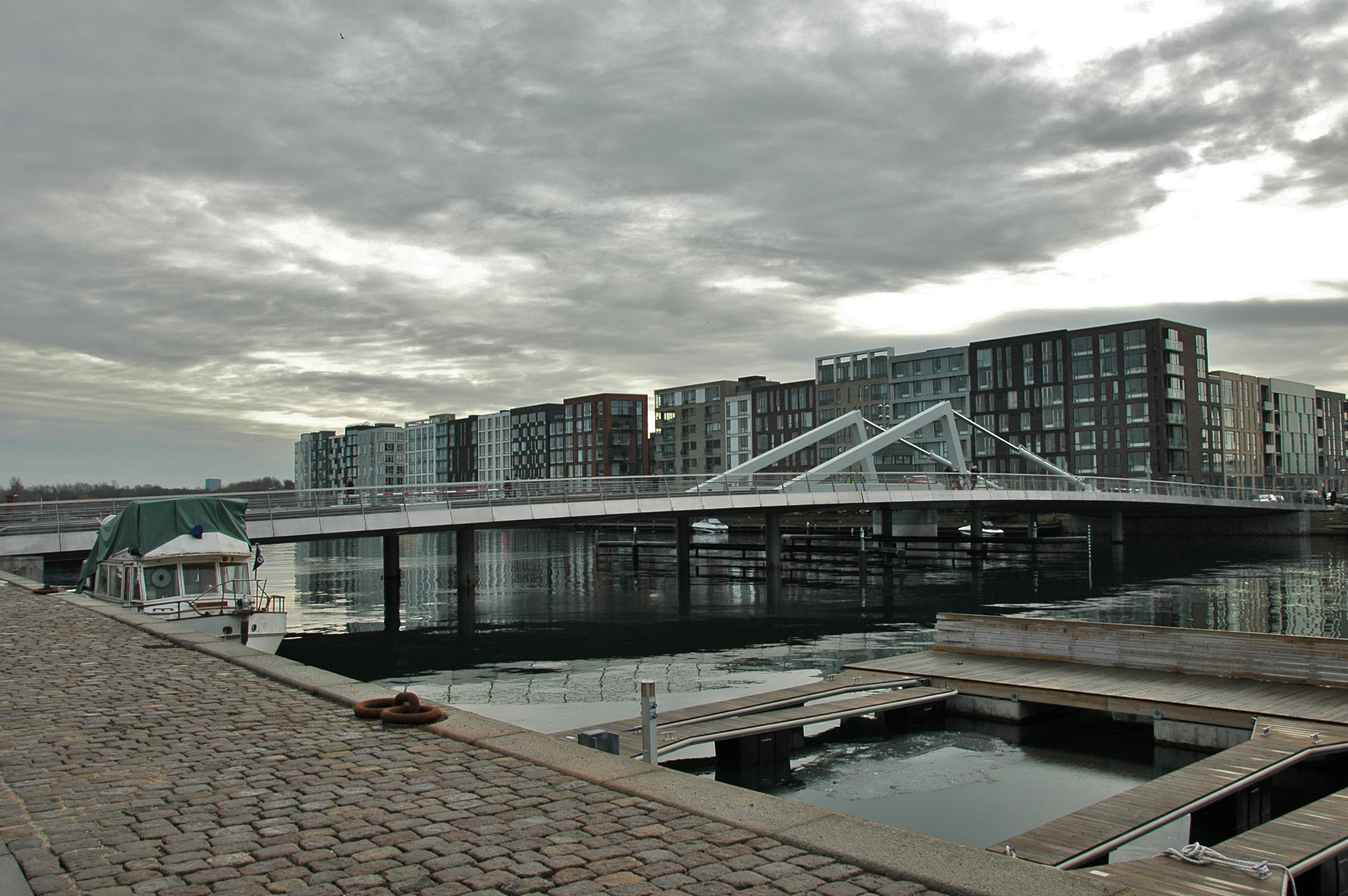
瓦厂桥